# Казанчан, Корюн Геворкович
Корюн Геворкович Казанчан (16 января 1920, Екатеринодар — 9 августа 1991, Серебряники, Тверская область) — советский художник-живописец. Член Союза художников СССР (1953). Заслуженный художник РСФСР (1969). Народный художник РСФСР (1985).

## Биография
В 1940 году окончил Пятигорскую среднюю школу. С 1940 по 1941 годы работал художником-плакатистом в Пятигорском художественном комбинате, занимался рисованием эскизов агитационных плакатов для фронта. В 1942 году призван в ряды РККА и направлен в действующую армию, участник Великой Отечественной войны в составе 3219-го горно-стрелкового полка, воевал на 1-м Белорусском фронте — сержант, командир отделения, был ранен. В 1946 году после окончания войны был демобилизован из рядов Советской армии
С 1948 по 1951 годы обучался в Краснодарском художественном училище.
С 1951 года К. Г. Казанчан был участником областных, республиканских и всесоюзных художественных выставок. Периодически повышал свою художественную квалификацию в доме творчества на академической даче имени И. Е. Репина.
К. Г. Казанчан был создателем таких художественных работ как: 1942—1945 годы — «На посту», «Портрет военного врача Шермана», «Санинструктор» и «Шофёр автороты Кулаев», 1951 год — «Итоги социалистического соревнования», 1954 год — «Стрижка овец» и «Люба-подпасок», 1955 год — «Раздолье», 1957 год — «Не спится» и «После концерта», 1960 год — «Доярки» и «Футболисты», 1964 год — «Урожай» и «Юность», 1966 год — «Пастухи», 1967 год — «Первая годовщина Октября», «Золотое лето» и «Комсомолка», 1977 год — «Для Первой конной», 1982 год — «Степь Ставропольская», 1988 год — «Золотая осень», 1990 год — «Берёзовая роща», 1991 год — «Богоявленский собор». Портретные работы: 1964 год — «В. И. Ленин», 1970 год — художница М. К. Копытцева, 1973 год — «Мой учитель А. И. Яблоков», 1974 год — председатель колхоза А. А. Блесков, 1976 год — птичница М. Н. Колтунова и Заслуженный работник культуры П. Н. Козельский, 1979 год — парторг В. С. Перетрухин, 1977 год — «Андрюша», Героя Социалистического Труда А. А. Блесков, «Коля Казанчан» и «Леночка», 1979 год — В. С. Перетрухин, 1980 год — «В. И. Ленин — вождь революции».
С 1953 года К. Г. Казанчан является членом Союза художников СССР. С 1960 по 1964 и с 1971 по 1973 год К. Г. Казанчан был председателем Правления Ставропольского отделения Союза художников РСФСР. С 1968 по 1977 год — член Правления Союза художников СССР и с 1968 по 1982 год — Союза художников РСФСР.
В 1969 году Указом Президиума Верховного Совета РСФСР К. Г. Казанчан было присвоено почётное звание Заслуженный художник РСФСР, в 1985 году — Народный художник РСФСР.
Умер 9 августа 1991 года в посёлке Серебряники Тверской области.

## Награды
- Орден Трудового Красного Знамени (1967)
- Орден Дружбы народов (1981)
- Орден Отечественной войны II степени (21.02.1987[5])
- Медаль «За трудовую доблесть»
- Медаль «За оборону Кавказа»
- Медаль «За освобождение Варшавы»
- Медаль «За взятие Берлина»
- Медаль «За победу над Германией в Великой Отечественной войне 1941—1945 гг.»

### Звания
- Народный художник РСФСР (1985 — «за большие заслуги в области искусства»)
- Заслуженный художник РСФСР (1969)